# 孝亿国
孝億國，又稱孝憶國、孝臆國，是唐代筆記小說《酉陽雜俎》中記載的一個古國，近代學者認為其可能位於埃及南部或索馬利亞南部。

## 古籍記載
《酉陽雜俎》為唐代筆記小說，由段成式所著，內容記載大量唐朝和西方交流的史料。該書記載孝億國位於一處平坦的地方，國界周長約有三千餘里，當地人習慣以木頭為柵欄，圍成周長十餘里的土地，其內可住兩千多戶人家，而如此柵欄圍成的居住區域在該國有五百多處。該國氣候四季溫暖，冬天草木也不凋謝，有羊與馬等家畜，但沒有駱駝或牛，人民質樸真誠且十分好客，身軀高大，鼻子高挺，髮色為黃色，並有綠眼和紅色的嘴邊短鬚，面色紅潤，武器只有槊一種。當地生產五穀、金鐵，人民以麻布為衣，男女都喜歡配戴飾物，有三千（一說三百）多座異教（一說祆教）的神廟，並不信奉佛教，國內共有步騎兵一萬，不擅長商業貿易，自稱其國為孝臆，每天製造的食物可以吃一個月，所以常常吃舊的食物。。
記載孝億國的古代文獻除《酉陽雜俎》外，尚有《太平廣記》與《異域志》，各處記載均大同小異。

## 近代研究
歷史學家張星烺在其著作《中西交通史料彙編》中主張孝億國是埃及南部的Siut地區的音譯，當地為尼羅河與其支流交錯的平原，柵欄為防禦野獸所立，且記載中當地人的長相與日耳曼人相仿，可能是汪達爾人的後代。另外有學者認為孝億國位於索馬利亞南部的桑加亞（Shangwaya）一帶。